# Sveavägen
Sveavägen er en større gade i Stockholm, der strækker sig over 2,5 km. i bydelene Norrmalm og Vasastaden; begyndende ved Sergels Torg, hvorfra den går mod nordøst, krydser Sveaplan og slutter ved Hagaparken.
Gaden har haft sit nuværende navn siden 1885. 
Sveavägen er kendt for at være gerningsstedet for mordet på Olof Palme 28. februar 1986.
På hjørnet mellem Sveavägen og Kungsgatan ligger Stockholm Koncerthus.
59°20′11″N 18°03′45″Ø / 59.336505°N 18.062596°Ø